# Presa Temascal
La Presa Temascal, más formalmente llamada como la Presa Miguel Alemán, es una presa que se encuentra en la región de Papaloapan, en el municipio de San Miguel Soyaltepec en el norte del estado de Oaxaca, México. Se forma con las aguas del Río Tonto y está conectada por un canal al embalse de la Presa Cerro de Oro en el Río Santo Domingo.
Fue puesta en operaciones el 18 de junio de 1959, cuenta con una central hidroeléctrica que genera 354 megawatts de energía eléctrica, su embalse alberga aproximadamente 8,119 hectómetros cúbicos de agua.
Su embalse forma el lago Miguel Alemán que proporciona ingresos de la pesca y el turismo. La costa noroeste y las islas han sido declaradas reserva natural.
La pesca comercial produce aproximadamente 700 toneladas por año.
Las cimas de los cerros en el área cubierta por el lago son ahora las islas San Miguel Soyaltepec e Isabel María. El embalse contiene bagres, tilapias, carpas y otros tipos de peces. Las actividades turísticas incluyen pesca deportiva, esquí acuático, remo y paseos en bote brindados por los pescadores locales. A veces se celebran importantes carreras de barcos en mayo.